# Simonas-Daukantas-Platz

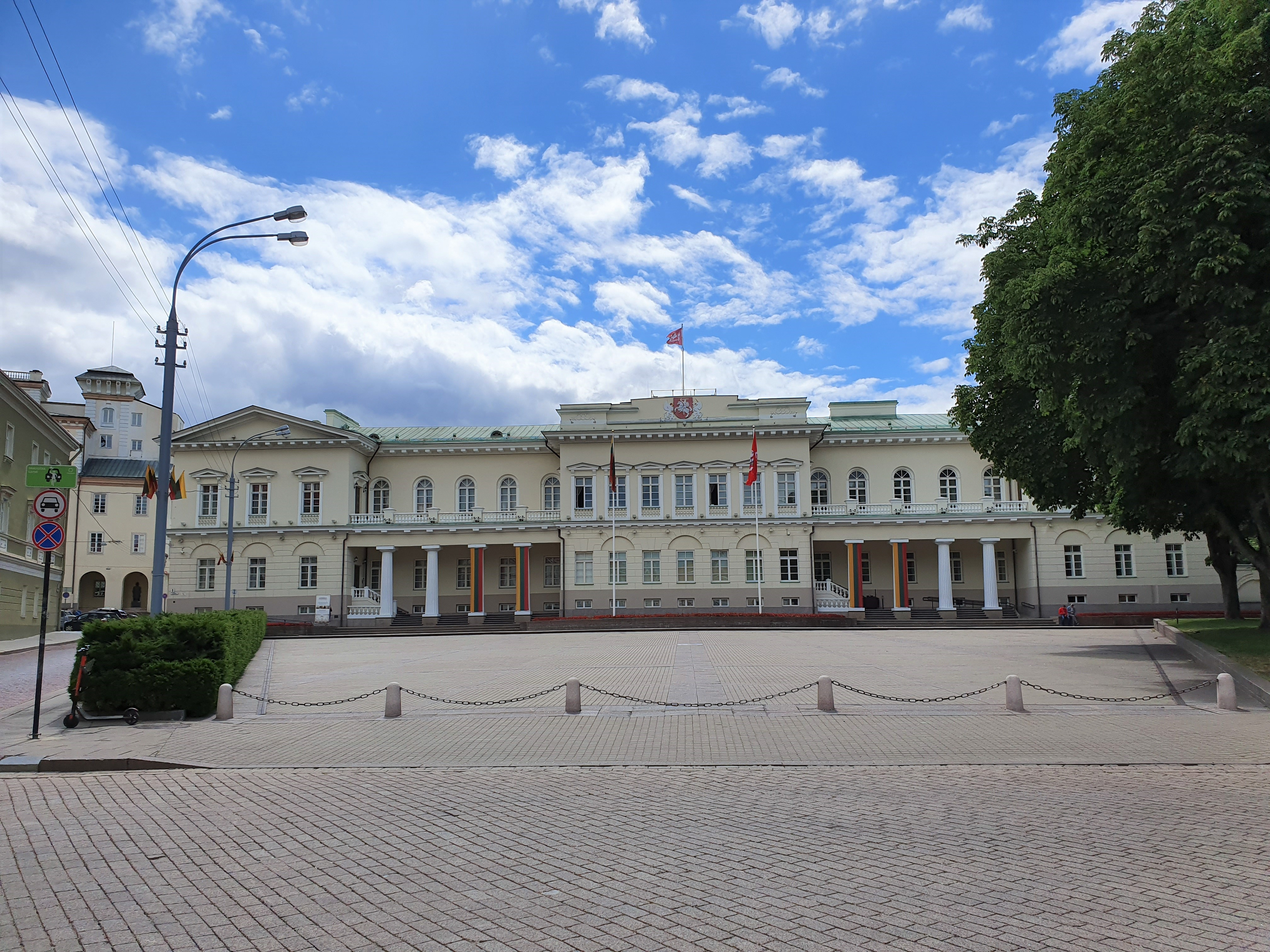
Präsidentenpalast

Der Simonas-Daukantas-Platz (litauisch Simono Daukanto aikštė) ist ein Platz in der Altstadt der litauischen Hauptstadt Vilnius. Der Platz wurde nach dem Historiker Simonas Daukantas (1793–1864) benannt. Dort liegt der Präsidentenpalast gegenüber der Universität Vilnius. Seit dem 16. Jahrhundert befand sich die Vilniusser Bischofsresidenz in dem Gebäude. Später residierte hier der Vilniusser Generalgouverneur, jetzt das Präsidialamt Litauens und der litauische Präsident.